# Electroclash
Electroclash ist eine Musikrichtung, die sowohl elektronische als auch Rock-Elemente des Punk und New Wave (speziell der Neuen Deutschen Welle) der späten 1970er und frühen 1980er mit moderner Produktionsweise im Bereich der elektronischen Tanzmusik verbindet. Das Genre entstand in den späten 1990er Jahren und erreichte seinen vorläufigen Höhepunkt um die Jahrtausendwende.

## Begriffsklärung
DJ Hell gilt als Erfinder und Namensgeber des Genres, während DJ und Promoter Larry Tee den Begriff später in den USA bekannt machte, indem er das Electroclash 2001 Festival in New York danach benannte. In Frankreich und den Niederlanden hat sich teilweise der Begriff Euroclash eingebürgert, da unter der gleichnamigen Website euroclash.com seit 2001 das größte Verzeichnis der Künstler dieser Musikrichtung abgelegt ist.

## Geschichte

### Vorläufer
Vorläufer der Musik der Electroclash-Machart war die Nu Electro- oder Neo-Electro-Welle in den späten 1990er Jahren, die von Künstlern wie Komputer, Anthony Rother, I-F und den Electro-Pionieren Dopplereffekt vorangetragen wurde.

### Rolle von International Deejay Gigolos
Electroclash entstand in den späten 1990er Jahren. Das damals in München beheimatete und von DJ Hell gegründete Musiklabel International DeeJay Gigolo Records gilt als Keimzelle und Heimat des Musikgenres Electroclash in den späten 1990er Jahren. Gigolo brachte viele der frühen Electroclash-Hits heraus, unter anderem Christopher Justs I'm a Disco Dancer aus dem Jahr 1997 oder Chris Kordas Save the Planet, Kill Yourself, ein Song, welcher bereits 1993 schon einmal veröffentlicht worden war. Anschließend brachte Gigolo 1998 die Songs 1982 und Frank Sinatra des französischen Duos Miss Kittin & The Hacker heraus, die zu den erfolgreichsten frühen Hits des neuen Genres zählten. Danach folgte im Jahr 2001 der auf Gigolo veröffentlichte Hit Emerge des New Yorker Duos Fischerspooner, sowie im selben Jahr der Song Sunglasses At Night des kanadischen Duos Tiga & Zyntherius, eine Coverversion eines Titels des kanadischen Popsängers Corey Hart. DJ Hell brachte die Künstler des neuen Genres auf dem Label zusammen und agierte vor allem als deren Mentor. Aber auch Hells eigene Veröffentlichungen wie das Album Munich Machine von 1998 werden als wegweisend für das Genre Electroclash gesehen. In der Dokumentation Welcome to the club! 25 years of electronic dance music des deutsch-französischen Rundfunkveranstalters Arte beschreibt Miss Kittin die Entstehungsgeschichte der ersten Songs des neuen Musikstils in Zusammenarbeit mit DJ Hell und benennt ihn als Erfinder des Genres Electroclash. Da DJ Hell die internationalen Künstler des neuen Genres zu Gigolo nach München holte und viele in den Clubs der Stadt ihre ersten Auftritte absolvierten, gilt München als die Stadt, in welcher der Electroclash „maßgeblich mit-, wenn nicht sogar erfunden wurde“. Bald verbreitete sich der neue Musikstil auch in weiteren Städten wie Berlin, London und New York.

### Weitere Künstler
Auch das von I-F im Jahr 1998 auf Disko B veröffentlichte Space Invaders are Smoking Grass wird zu den frühen Beispielen des Electroclash gezählt. Weitere Künstler des neuen Genres waren Chicks on Speed (München), ADULT. (Detroit) und Peaches (Berlin), welche einen ähnlichen Stil, teils mit etwas mehr Punk-Einfluss, entwickelten. Auch Toktok vs. Soffy O landeten mit  Missy Queen's Gonna Die einen erfolgreichen Electroclash Hit. Der Münchner Tomcraft landete mit Loneliness den ersten Electroclash-Nummer-1-Hit in Großbritannien.
Unter dem Pseudonym Les Rhythmes Digitales komponierte auch Stuart Price ein einflussreiches Album. Auch die englische Formation Ladytron wurde durch Hits wie Seventeen als Electroclash bezeichnet, lehnte selbst diese Zuordnung aber ab. Andere Varianten des Genres liegen stilistisch näher an der Rockmusik. Dazu gehört die Musik von Bands wie Phoenix und Zoot Woman, sowie Musik mit New-Wave-Einfluss wie bei  The Faint, BIS und The Rapture.
Die Stilrichtung konnte in Europa und den USA zahlreiche Charterfolge verbuchen. Bereits zehn Jahre vor Entstehung des Electroclash gab es Hits wie etwa „Exterminate“ von SNAP! aus dem Jahr 1992, der diesem Stil zugeordnet werden kann. Ebenfalls kommerziell erfolgreich ist dort die Formation Goldfrapp, die erst mit ihrem zweiten Album Black Cherry und den darauf enthaltenen Songs Train und Strict Machine in diesen Bereich vorgestoßen sind. In Deutschland gelangen unter anderem Kid Alex  mit Young Love (Topless) und Fame Charterfolge. Schließlich ist das Projekt Proper Filthy Naughty zum großen Teil für die Verbreitung des Electroclash-Sounds auch nach Südamerika verantwortlich, wo deren Track Fascination einen überwältigenden Erfolg verbuchen konnte.

### Kritik
In den frühen 2000er Jahren distanzierten sich einige der Protagonisten des neuen Musikstils vom Etikett „Electroclash“ und den Hype der darum gemacht wurde. So unterzeichneten unter anderem I-F und andere Künstler ein „Anti-Electroclash-Manifest“, in welchem sie sich über den Ausverkauf des neuen Genres durch jene, welche in den Medien am lautesten seien, beklagten, sowie dass mit dem Begriff nur alter Wein in neuen Schläuchen verkauft würde.

## Beschreibung
Electroclash wird oft mit Synthie-Pop oder Electropunk gleichgesetzt. Es handelt sich um eine Kombination zwischen Punk-Ästhetik und elektronischer Tanzmusik. Da es keine einheitliche Definition für den Begriff gibt und sich sowohl Presse wie auch Künstler größtenteils davon distanziert haben, ist die Bandbreite sehr weit und reicht von elektronischer Popmusik mit nur wenigen Rock-Einflüssen bis zum trashigen Punk-Sound mit Gitarre und Synthesizern.
Häufige, aber keinesfalls immer anzutreffende Stilelemente sind:
- ein durchgängiger 4/4-Takt, auf den Vierteln liegt meist eine Bassdrum, während auf der zweiten und vierten Zählzeit eine – oft verfremdete – Snaredrum liegt, alternativ dazu wird teilweise auch der funkige Rhythmus verwendet, der typisch für die Stilrichtung Electro ist.
- elektronisch und meist „hart“ klingende, sehr simpel aufgebaute Synth-Basslines, oft mit einfachen Wellenformen wie Sägezahn oder Rechteck, die entweder rein oder elektronisch verfremdet verwendet werden. Besonders typisch ist es die Bassnote in abwechselnden Oktaven zu wiederholen.
- einfach aufgebauter Gesang ohne große Komplexität, oft von einer Sängerin, z. T. als Sprechgesang oder gehaucht. Ein Eindruck von Unprofessionalität ist erlaubt, da viele Interpreten nicht zu ernst genommen werden wollen.
- Nutzung der deutschen oder französischen Sprache durch englischsprachige Sänger, um entweder mit der französischen Sprache sanfte Vocals zu unterstreichen, oder mit der deutschen Sprache einen harten „militärischen“ Klang der Lyrics zu erzeugen. Oder es sollen Erinnerungen an den New Wave geweckt werden, bei dem das auch schon üblich war.